# Cambogia ai Giochi della XXVIII Olimpiade
La Cambogia ha partecipato alle Giochi della XXVIII Olimpiade di Atene, svoltisi nel 2004, con una delegazione di 4 atleti.

## Risultati

### Atletica leggera
| Q | Qualificato al turno successivo per la Classifica in qualificazione                                                          |
| q | Qualificato per il turno successivo per ripescaggio o, negli eventi su campo, conquistando la misura minima per qualificarsi |

Maschile
Eventi su pista e strada
| Atleta        | Evento      | Batteria  | Batteria   | Quarti di finale | Quarti di finale | Semifinale      | Semifinale      | Finale          | Finale          |
| Atleta        | Evento      | Risultato | Classifica | Risultato        | Classifica       | Risultato       | Classifica      | Risultato       | Classifica      |
| ------------- | ----------- | --------- | ---------- | ---------------- | ---------------- | --------------- | --------------- | --------------- | --------------- |
| Phouk Sopheak | 100 m piani | 11"56     | 8º         | non qualificato  | non qualificato  | non qualificato | non qualificato | non qualificato | non qualificato |

Femminile
Eventi su pista e strada
| Atleta        | Evento      | Batteria  | Batteria   | Quarti di finale | Quarti di finale | Semifinale      | Semifinale      | Finale          | Finale          |
| Atleta        | Evento      | Risultato | Classifica | Risultato        | Classifica       | Risultato       | Classifica      | Risultato       | Classifica      |
| ------------- | ----------- | --------- | ---------- | ---------------- | ---------------- | --------------- | --------------- | --------------- | --------------- |
| Sou Tit Linda | 100 m piani | 13"47     | 7ª         | non qualificata  | non qualificata  | non qualificata | non qualificata | non qualificata | non qualificata |

### Nuoto
Maschile
| Atleta   | Evento            | Batteria  | Batteria   | Semifinale      | Semifinale      | Finale          | Finale          |
| Atleta   | Evento            | Risultato | Classifica | Risultato       | Classifica      | Risultato       | Classifica      |
| -------- | ----------------- | --------- | ---------- | --------------- | --------------- | --------------- | --------------- |
| Hem Kiry | 50 m stile libero | 27"49     | 70º        | non qualificato | non qualificato | non qualificato | non qualificato |

Femminile
| Atleta    | Evento            | Batteria  | Batteria   | Semifinale      | Semifinale      | Finale          | Finale          |
| Atleta    | Evento            | Risultato | Classifica | Risultato       | Classifica      | Risultato       | Classifica      |
| --------- | ----------------- | --------- | ---------- | --------------- | --------------- | --------------- | --------------- |
| Ket Sivan | 50 m stile libero | 34"62     | 71ª        | non qualificata | non qualificata | non qualificata | non qualificata |

## Delegati
- Presidente: Dr. My Samedy
- Segretario Generale: Meas Sarin